# Blason de Benedito Novo

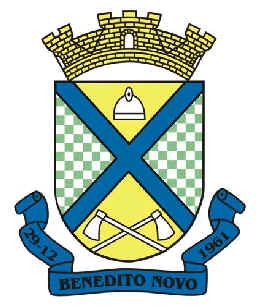
Blason de Benedito Novo.

Le blason de la municipalité brésilienne de Benedito Novo est l'un des symboles officiels de la ville. Il fut institué le 29 décembre 1968, par la loi municipale n°126.
Le blason est formé par :
- une couronne murale, composée de quatre tours, symboles de l'autonomie administrative de la municipalité ;
- un écu ibérique, dont la pointe est de forme semi-circulaire, en usage au Portugal, qui rappelle l'époque de la découverte du Brésil par les européens ;
- une bêche stylisée, représentant les activités agricoles de la municipalité ;
- des échiquiers, représentant la diversité agricole locale, avec ses cultures de riz, manioc, maïs, tabac, etc. ;
- une croix bleue qui symbolise les cours d'eau de la municipalité qui permirent l'exploration de la région et le transport de marchandises ;
- des haches stylisées, représentant l'exploitation forestière, une des bases de l'économie locale ;
- un bandeau bleu en pied de l'écu, où est inscrit le nom de la municipalité, « Benedito Novo » et sa date d'installation effective « 29 décembre 1961 ».